# Murubindi (periodiskt vattendrag i Ruyigi)
Murubindi är ett periodiskt vattendrag i Burundi.   Det ligger i provinsen Ruyigi, i den centrala delen av landet, 90 km öster om huvudstaden Bujumbura.
I omgivningarna runt Murubindi växer huvudsakligen savannskog. Runt Murubindi är det ganska tätbefolkat, med 207 invånare per kvadratkilometer.